# Stavsjö Järnväg

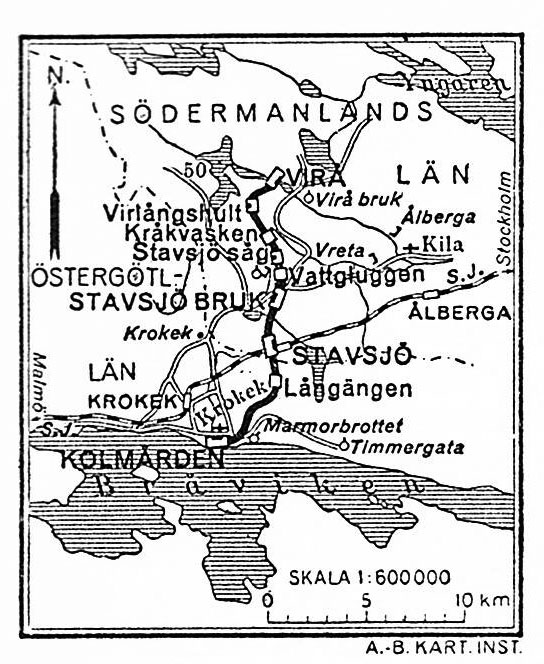
Stavsjö-Järnväg. Karta 1926.

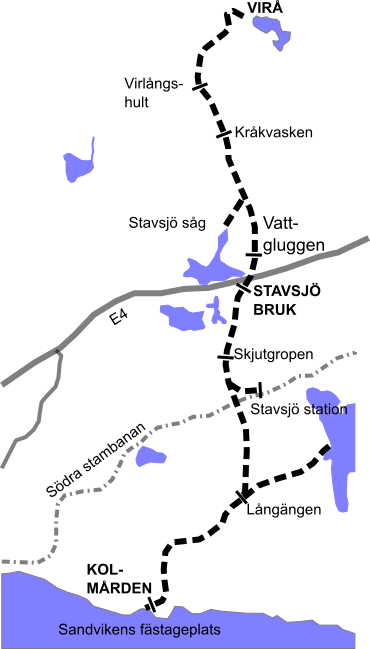
Karta över Stavsjö Järnväg.

Stavsjö järnväg, även känd som Nunnebanan, var en 18 km lång järnväg i Kolmården som var i trafik mellan åren 1901 och 1939. Under åren 1898–1902 uppstod stora skador på ungefär 3 000 hektar granskog i Kolmården som en följd av barrskogsnunnans framfart (därav namnet Nunnebanan). Många träd måste snabbt avverkas och för att transportera de stora timmermängderna projekterades Stavsjö järnväg. Idag finns Nunnebanan kvar som cykel- och vandringsled..

## Historik
Stavsjö och Virå ägdes vid den här tiden av konsul Fredrik Enhörning. Han behövde snabbt få ut det fällda timret från skogarna, men det fanns inga järnvägar och vägarna var små och dåliga. Man skulle kunna köra timret med häst och vagn, men avståndet till Norrköping var ca 25 km och det var en orimlig sträcka för det transportmedlet. Eftersom Stavsjö bruk ägde mark ända ner till Bråviken (Sandviken) och det där fanns en lastplats sågs en järnväg hit från Virå, en sträcka på ca 20 km, som enda rimliga lösningen. Ungefär samtidigt som Enhörning ställdes inför detta problem hade Axel Hummel tagit initiativet till att bygga en järnväg med 600 mm spårvidd mellan Kosta och Målerås i Småland. Det var förhållandevis billigt att bygga järnväg enligt den teknik som Hummel använt och Enhörning sökte därför koncession för en sådan bana.

### Banan anläggs
Det fanns olika varianter av dragkraft att tillgå för den som skulle bygga en järnväg, till exempel hästdragna, ångloksdragna eller elloksdragna tåg. Den sistnämnda hade blivit allt populärare och i Norrköping, varifrån släkten Enhörning kom, diskuterades eldrivna spårvagnar. 18 mars 1899 offererade den Berlinbaserade firman Arthur Koppel en lösning som innebar att de byggde en eldriftanläggning inklusive lok och vagnar på en färdigbyggd järnvägslinje. Koppel ville ha 157 000 mark för två ellok, 16 timmervagnar, lokomobil och likströmsgenerator samt kontaktledning, med mera. Kostnaderna för själva banvallen med spår beräknades av ingenjör Henry Browall till 245 000 kr. Totalkostnaden skulle därmed bli 337 000 kr.
30 november 1899 beviljade Kungl. Maj:t Enhörning koncession för en järnväg och efter att ha löst finansieringsfrågan samt konstituerat AB Stavsjö Järnväg kunde myndigheterna godkänna koncessionsöverlåtelse till detta bolag 25 januari 1901. Till byggchef utsågs Henry Browall.
Vid renstakningen av linjen upptäckte Browall att det gick att förkorta banan mellan Kolmårdens station och Stavsjöbruk för att ge den en gynnsammare sträckning. Efter remissrunda hänvisade Väg- och vattenbyggnadsstyrelsen, som vanligen kunde ta beslut om mindre ändringar på delegation från Kungl. Maj:t, att de föreslagna ändringarna var så stora (det rörde sig om omdragningar som sparade över 1,4 km spår) att man var tvungna att söka ny koncession. Så skedde och den 26 april 1901 beviljades ändringen. Motsvarande upptäckt gjordes vid Virå station där man genom att dra om linjen kunde korta den med 130 m. Detta beviljades av Väg- och Vattenbyggnadsstyrelsen 15 maj 1903. Samtidigt upptäckte man att banan behövde förlängas i söder, men då markägarna vägrade sälja mark tvingades järnvägsbolaget ansöka om expropriation.
Myndigheterna hade 15 februari 1901 beviljat byggstart på de delar av linjen som redan var godkända och parallellt med markstriderna pågick byggnationen, allt för att kunna uppfylla villkoren i koncessionen som angav att banan skulle stå klar 1 januari 1902. Domen i expropriationsfallet föll 18 januari 1904. För banbygget lånade man ångloket PYSEN från Kosta-Lessebo Järnväg och i februari 1901 sökte man koncession från Kungl. Maj:t om att få bedriva trafik med ånglok, detta eftersom man blivit osäker på om elloken skulle orka med den hårda trafiken på den branta banan. Större delen av banan var rälslagd 1 september 1901. Så fort man kunde började man köra ut timret, trots att ingen besiktning eller formellt trafikgodkännande skett och i november 1901 hade järnvägen en inkomst av trafik på 7 980 kr. Besiktning skedde 18 februari och 19 juli 1902 och banan godkändes för trafik med anmärkningar på banstandarden till exempel spårjustering, grusning, stängsling, med mera. Under 1903 diskuterades de olika stationsnamnen samt begärdes tillstånd att få anlägga fler lastplatser. Man installerade säkerhetsanordningar (telegrafiapparater), skivsignaler och färdigställde spåranläggningen. Den 26 augusti 1903 fick man till slut godkänt och tillstånd att öppna järnvägen för allmän trafik. Slutbesiktningen ägde rum 1–2 september 1904. Banan hade kostnadsberäknats till 343 300 kr, men slutsumman, mycket på grund av expropriationsärendet och mycket höga prisökningar på räls, blev 444 490 kr.

### Banan förlängs

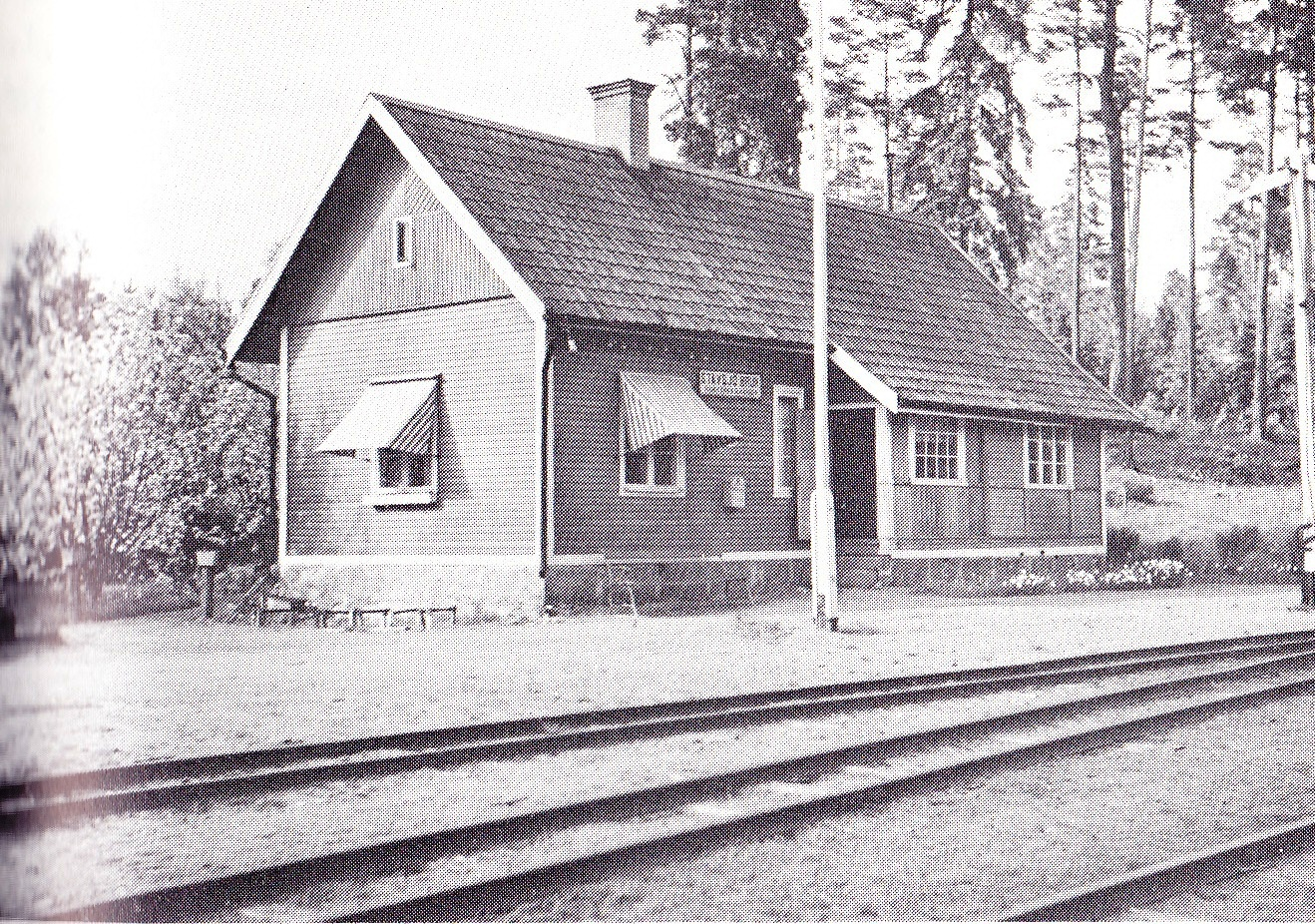
Stavsjöbruks station

Under banans första tio år genomfördes mycket lite underhåll och endast mindre kompletteringar. Under den tiden utnyttjades bana och fordon hårt och när Kramfors AB köpte stora mängder timmer från Stavsjö och Virå insåg järnvägsbolaget att man måste rusta banan. Avverkningarna inleddes vintern 1914–1915 och tog 1000 man och 500 hästar i anspråk. Fler lastplatser behövde byggas och bangården i Kolmården behövde byggas ut. Man begärde tillstånd för detta och 20 augusti 1914 beviljades järnvägen att få lägga in en växel vid km 4 + 292, en växel som skulle bli början på det som senare blev spåret mot Lövsjön. Månaden efter, i september 1914, fick man tillstånd att anlägga lastplatser vid Grusgropen, Kråkvasken och Virlångshult. Dessutom fick man tillstånd att lägga ut ett nytt stickspår i Virå och att förlänga spåret från Stavsjö såg ner till hamnen.

### Anslutning till SJ

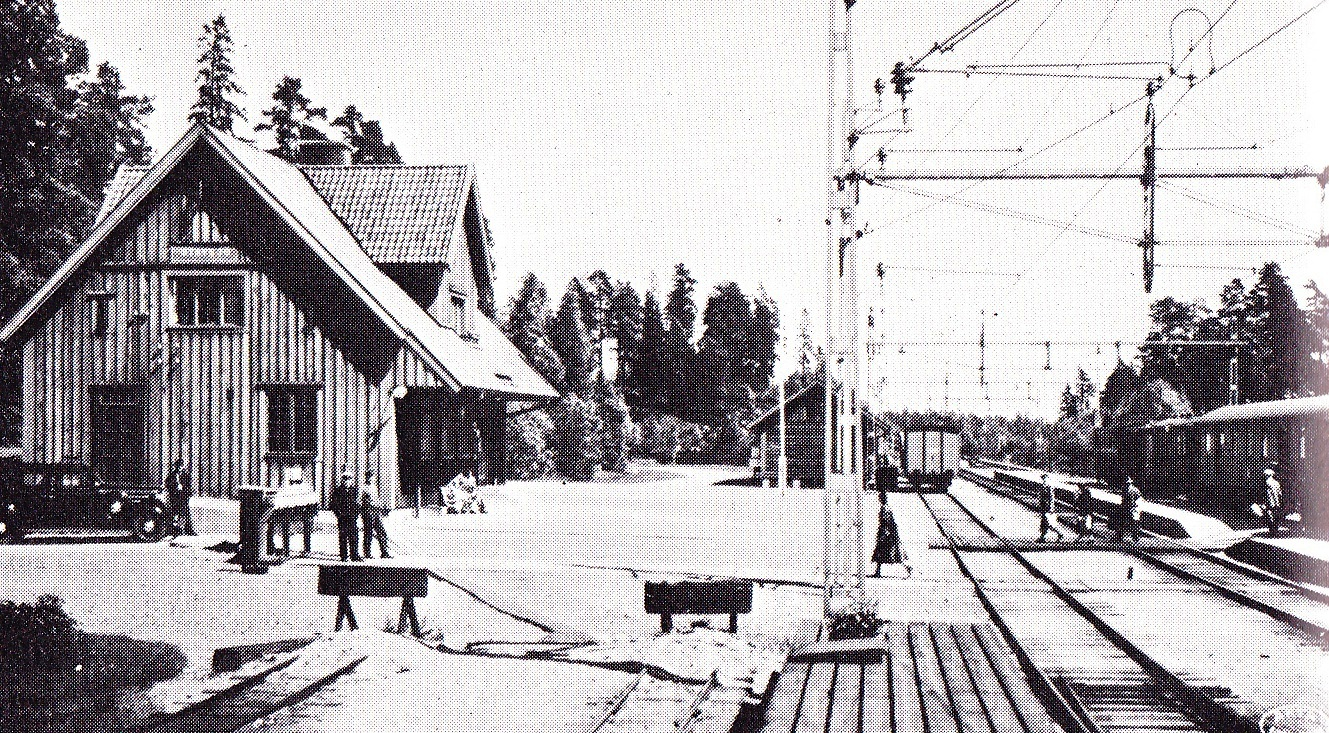
SJ:s station Stavsjö

År 1907 beslutade riksdagen att anlägga en ny linje mellan Järna och Åby via Nyköping. Stavsjö bruk skänkte mark och den 9 september 1915 beslutade Kungl. Maj:t att SJ:s nya station skulle heta Stavsjö medan Stavsjö Järnvägs station med samma namn ändrade namn till Stavsjöbruk. SJ:s linje korsade Stavsjöbanan öster om Skelnasjön, men på grund av Stavsjöbanans stigning var man tvungen att sänka den för att SJ skulle kunna bygga en bro. Spåret flyttades 11 meter österut och schaktades ned 3 meter på ens träcka av 200 meter. Dessvärre medförde detta att lutningen på Stavsjöbanan ökade till cirka 40 promille, men detta bedömdes som acceptabelt mot att man fick anslutning till statsbanenätet med åtföljande omlastningsmöjlighet för timmer och gods. Under sommaren/hösten 1915 inleddes arbetena med den nya bansträckningen och anslutningen till SJ, något som SJ fick betala. SJ öppnade sin station i Stavsjö 1 december 1915 och omlastningen av timmer till statsbanan inleddes provisoriskt under december samma år. Man byggde även ett omlastningsmagasin och en kran för timmeromlastning där Stavsjö Järnväg tog hela kostnaden. Stavsjö AB betalade halva kostnaden för godsmagasinet och SJ:s station. Den nya anslutningen godkändes för allmän trafik 25 september 1916. Redan året efter lade Stavsjöbanan in en ny växel och ett nytt, 100 meter långt, stickspår som samtidigt höjdes så att Stavsjöbanans vagnar kom i samma nivå som statsbanans. På detta sätt underlättades omlastningen. De stora avverkningarna som orsakat de omfattande byggnationsarbetena minskade vid tiden för första världskrigets slut och underhållet av banan minskade återigen. År 1924 tog nya ägare över skogen och järnvägen och man ökade avverkningarna i skogen. Den här gången skedde upprustningsarbeten i första hand vad avsåg den rullande materielen, men spårsystemet vid Kolmårdens station förändrades ganska omfattande och bryggan förlängdes.

### Lågkonjunktur och nedläggning

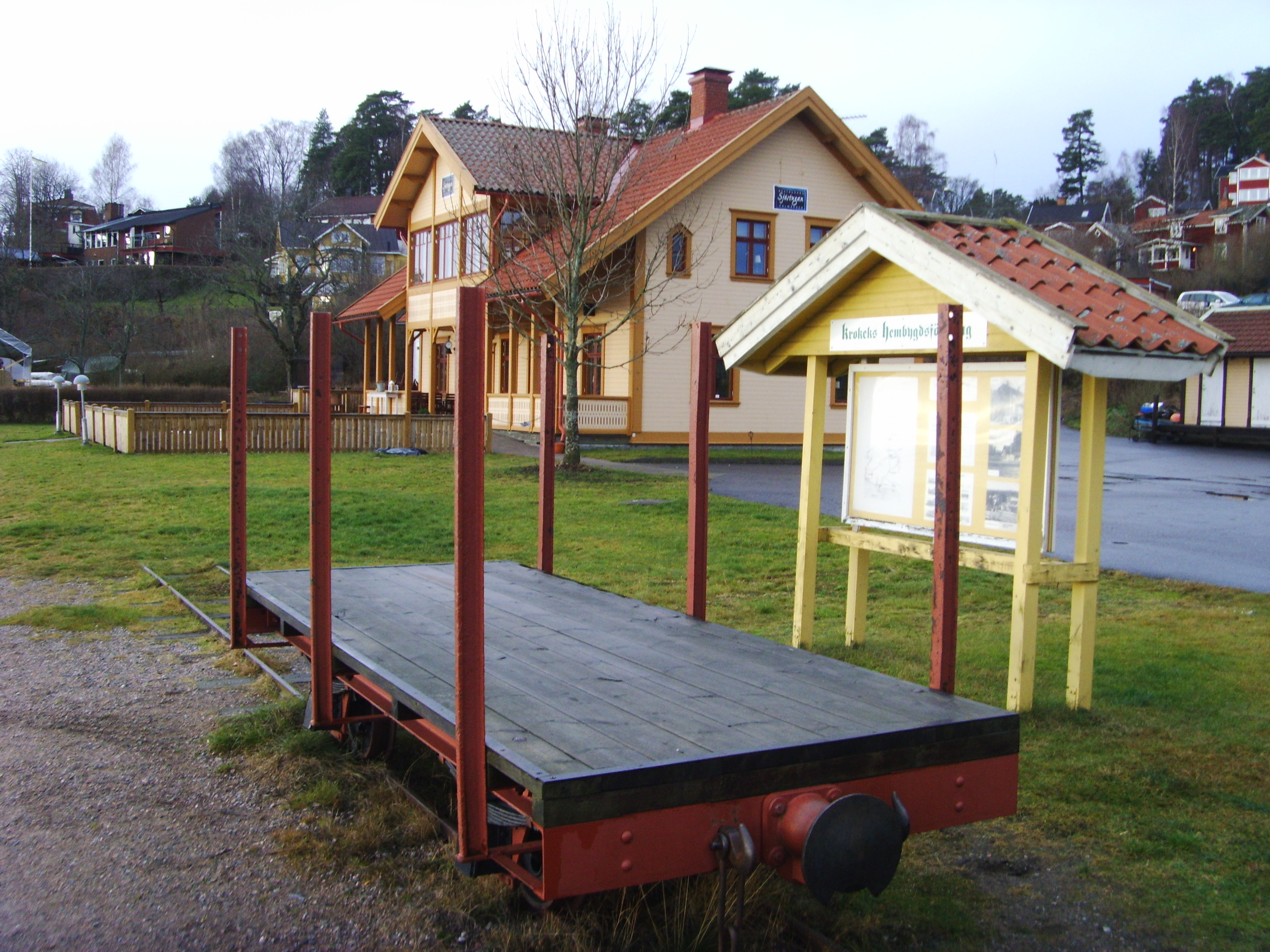
Kolmårdens station 2008

Stavsjö Järnväg drabbades som alla andra banor av nedgång och lågkonjunktur efter första världskriget. Persontrafiken hade aldrig varit särskilt omfattande och för att minska kostnaderna byggde man 1926 en enkel motorvagn på egen verkstad. Detta hjälpte inte och 14 december 1932 anmälde man till Väg- och vattenbyggnadsstyrelsen att man inte längre önskade använda koncessionen för allmän persontrafik, något som beviljades 10 mars 1933. I praktiken hade man lagt ner persontrafiken redan 1 februari samma år. Man sökte också tillstånd att få ha enmansbetjäning på loken, vilket även detta beviljades med vissa villkor. En kortvarig ökning av godstrafiken 1933 hjälpte inte, utan trafiken minskade alltmer, inte minst på grund av den ökande landsvägstrafiken. 9 februari 1939 skrev man till Väg- och vattenbyggnadsstyrelsen och ansökte om upphävning av koncessionen och rivningstillstånd för banan. Detta beviljades 18 augusti 1939 och i mitten av oktober var hela banan riven och rälsen avtransporterad via SJ.

## Rullande materiel
Stavsjö Järnväg hade fyra ånglok, en motorvagn, fyra personvagnar (varav två sommarvagnar) och 68 godsvagnar. Motorvagnen byggdes på ramen från ett av motorloken. Fordon från Stavsjö Järnväg finns bevarade på två museijärnvägar i Sverige, Östra Södermanlands Järnväg (ångloket No 2 VIRÅ, personvagnar och godsvagnar, med mera), och Risten-Lakviks Järnväg (boggiegodsvagn).

## Virå station

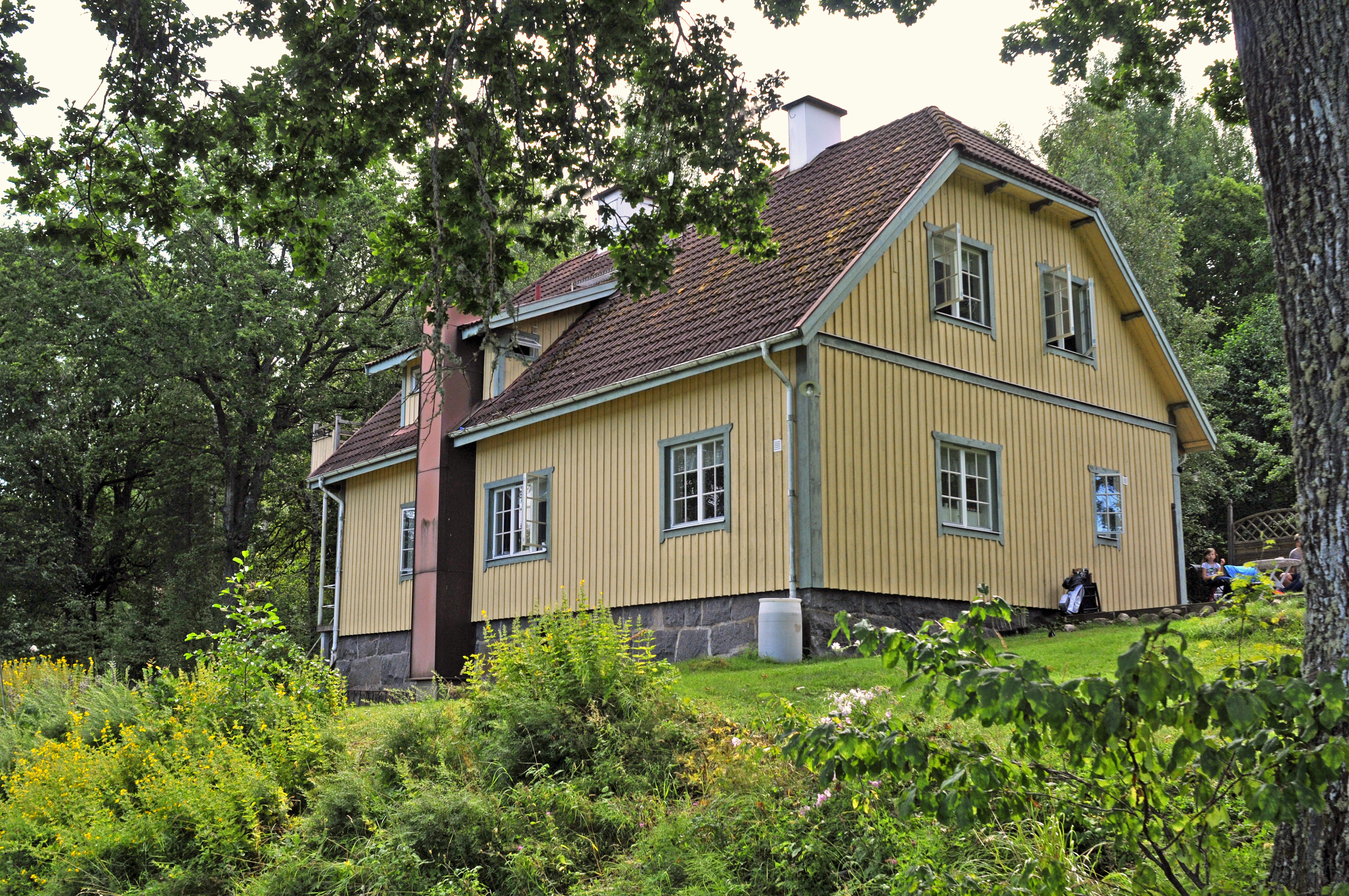
Virå stationshus, Övre Virå, 2015.

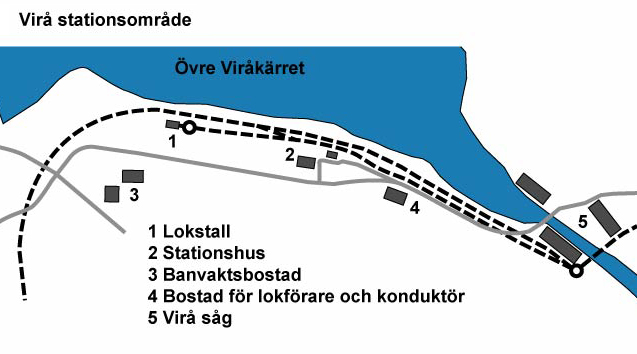
Virå stationsområde cirka 1925.

Övre Virå var slutstationen på Stavsjö Järnväg. Stationsområdet var beläget vid Övre Viråkärret knappt två kilometer nordväst om orten Virå. På stationsområdet fanns förutom rundspår, ett spår till vändskivan och lokstallet. Lokstallet hade plats för två lok, godsmagasin, plattform (26 meter) av trä och lastkaj (6 meter) och en skivsignal. Ett stickspår fortsatte till Virå såg där vagnarna rullades över Virån till brädgårdarna.

## Stavsjö Järnväg i litteraturen

### Samtida beskrivning av banan
Från Kolmårdens station vid Sandvikens lastageplats letar sig banan i skarpa kurvor och starka stigningar uppför Kolmårdens otillgängliga bergsluttningar. Efter ett par kilometer börjar den egentliga bergbestigningen i en kurva med 100 m. radie och en två km. lång lutning på 32 ‰. Man får här ett starkt intryck av Kolmårdens vilda natur och svåra terrängförhållanden. 
Omkring 5 km. från utgångspunkten vid Bråviken, strax norr om Långängens hållplats, passerar banan sin högsta punkt. Efter att ha passerat under statsbanan Nyköping-Norrköping går banan med ett anslutningsspår in till Stavsjö station. Järnvägen är under den återstående delen mera lättframkomlig. Banan går nu genom ett högt beläget grustag, Skjutgropen, där fordom kanonerna från Stavsjö bruk provskötos under transporten ner till Bråviken. Den går nu huvudsakligen utför förbi Stavsjö bruk vid den vackert belägna Stavsjön och över stora landsvägen Stockholm-Norrköping. Från hållplatsen Stavsjö såg går ett stickspår på en km. upp till en kraftstation och timmerelevator. Den gamla sågen är riven. Banan går från Stavsjö sågs hållplats förbi Kråkvaskens och Virlångshults lastplatser över vackra skogsmarker till Virå station strax intill Virå såg, banans ändpunkt..

### Selma Lagerlöf
Barrskogsnunnans härjningar i Kolmårdens skogar inspirerade Selma Lagerlöf att skriva kapitlet Karrs och Gråfälls saga i romanen Nils Holgerssons underbara resa genom Sverige.

## Galleri

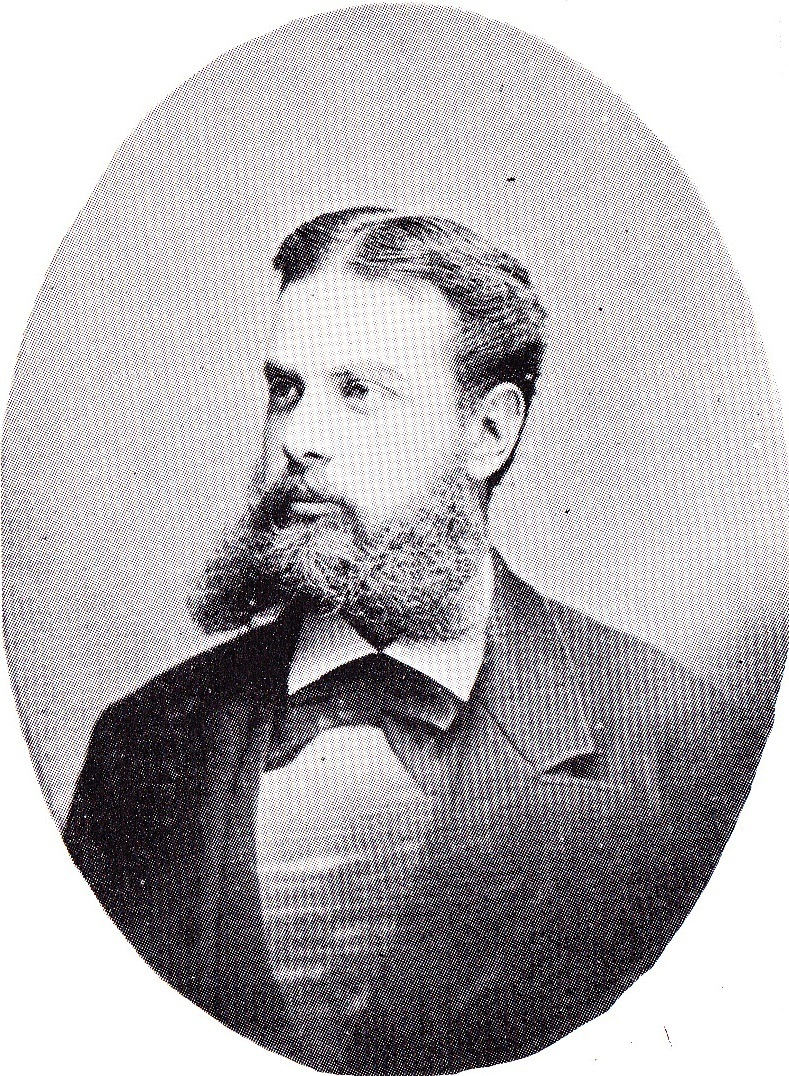
Fredrik Enhörning
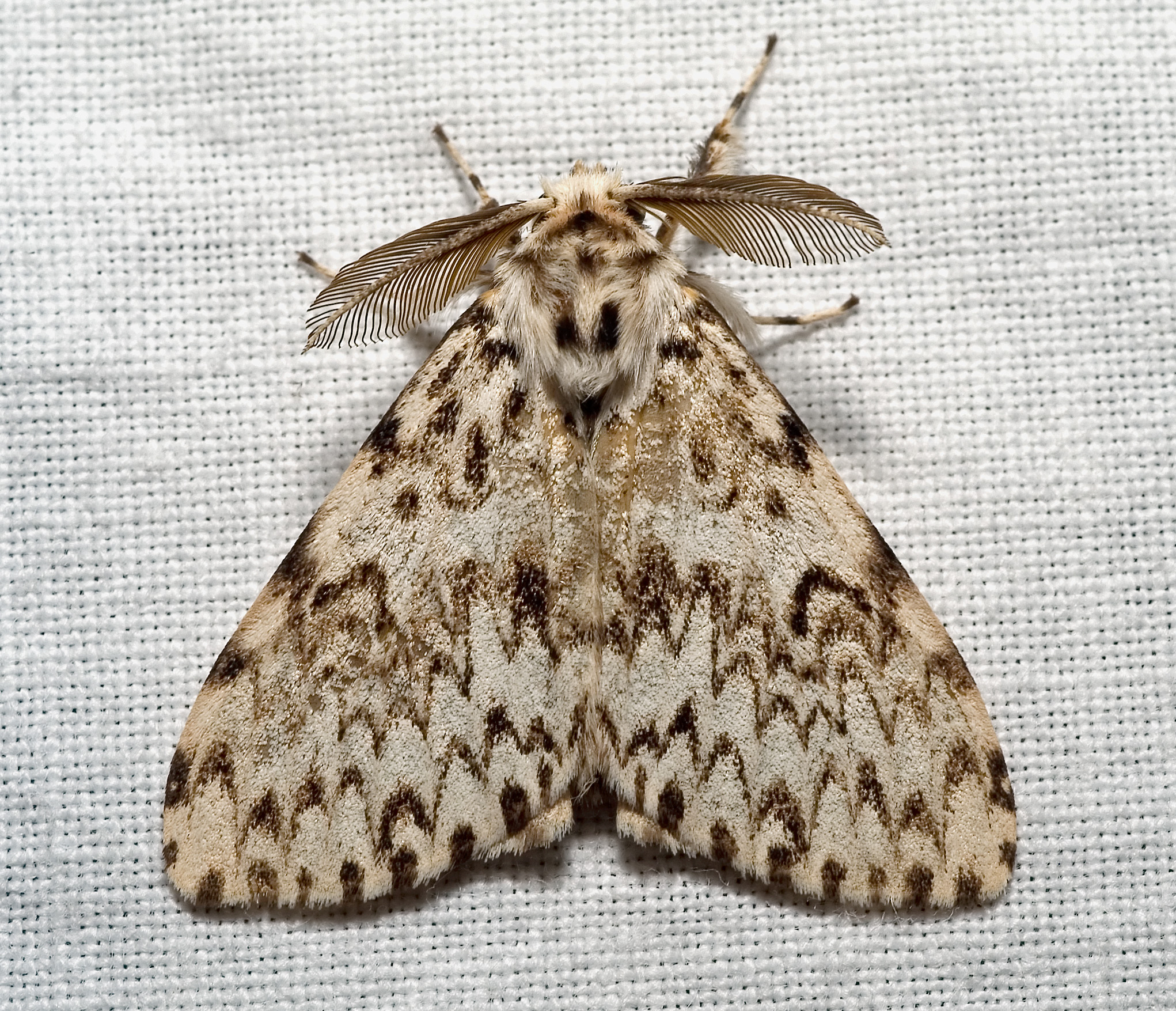
Barrskogsnunna
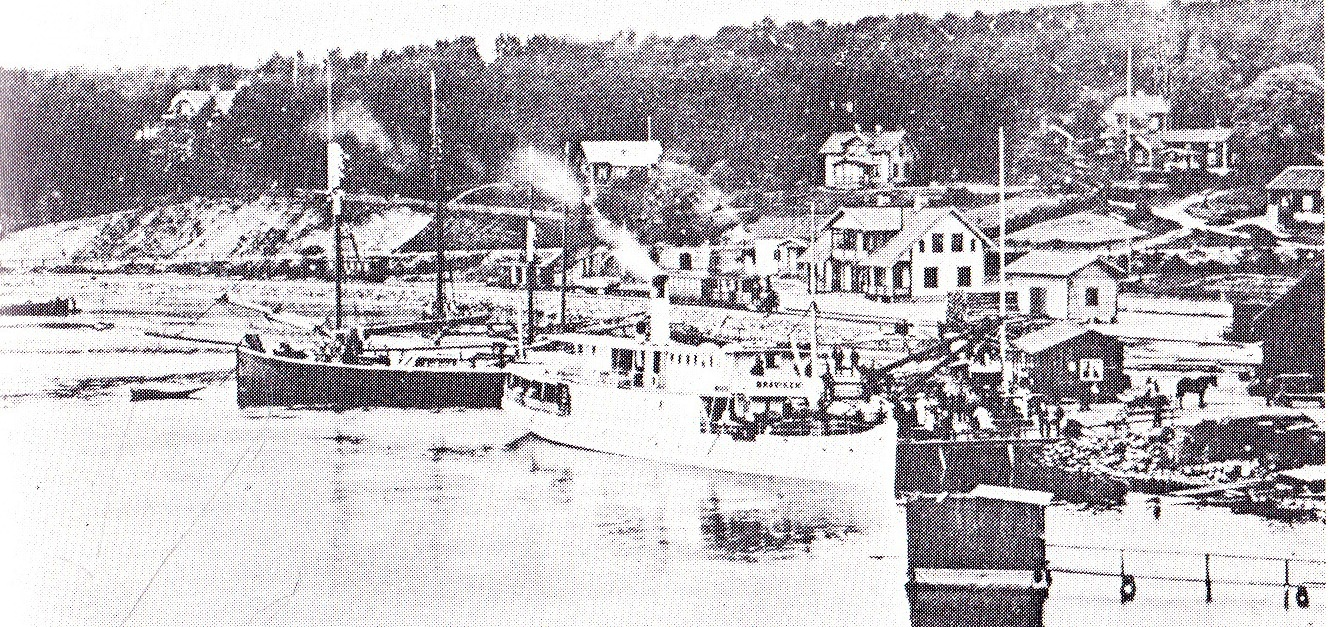
Hamnen i Sandviken, tidigt 1900-tal
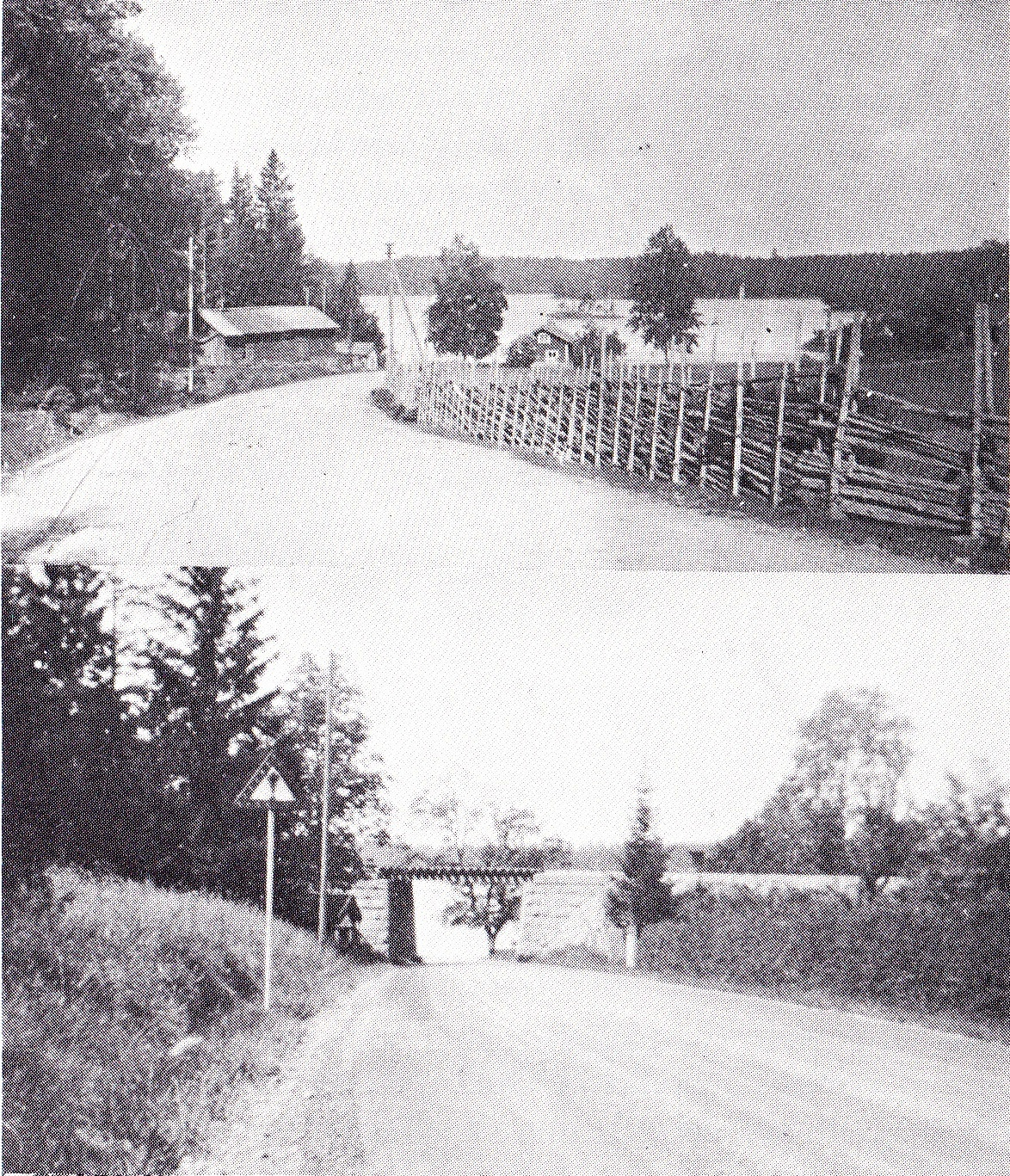
Stavsjöbanan korsar gamla E4 i Stavsjö (den övre bilden tagen före 1898, den undre före 1939)
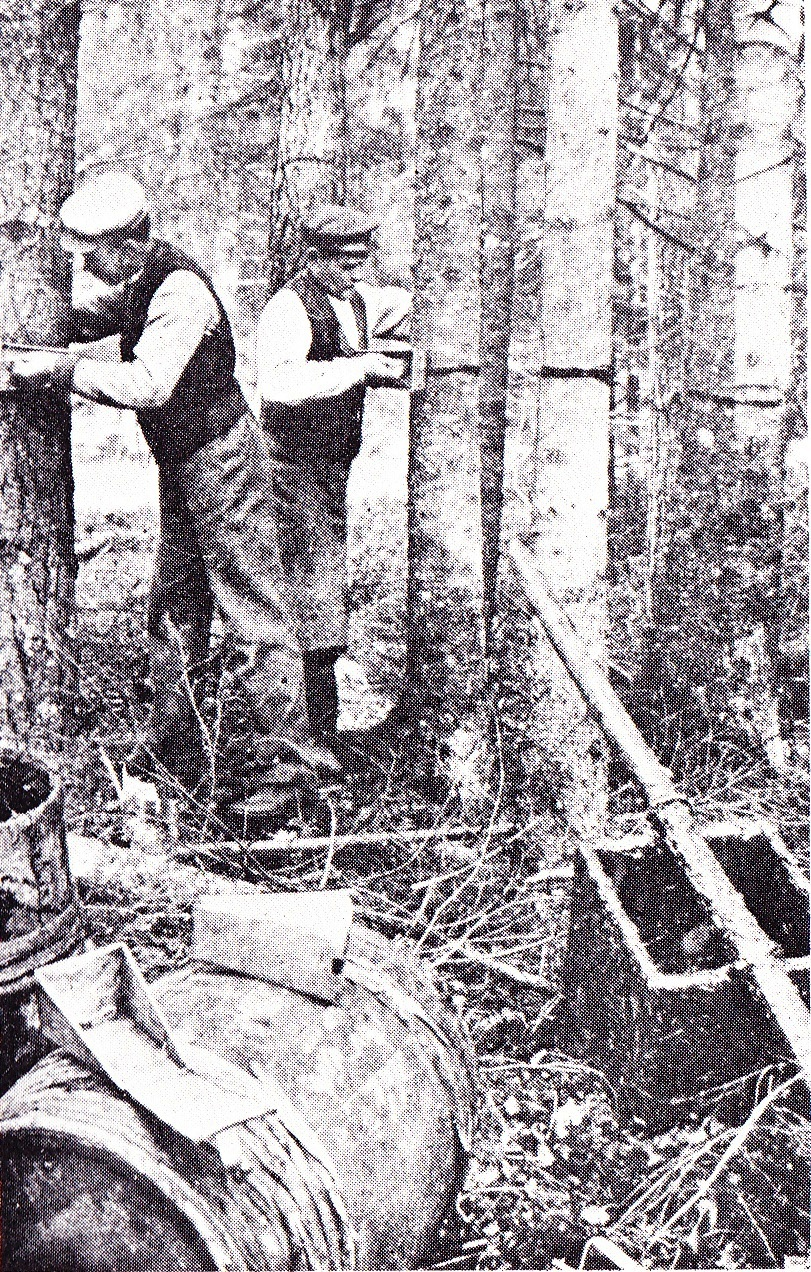
Skogsarbetare lägger limringar på träd för att bekämpa nunnefjärilen